# Jaime Ordóñez
Jaime Ordóñez (Màlaga, 19 d'agost de 1971) és un actor espanyol famós per participar com a actor de repartiment a Aquí no hay quien viva, per ser col·laborador als programes de José Mota i per ser actor habitual des de 2013 a les pel·lícules d'Álex de la Iglesia.

## Inicis en televisió
Es dona a conèixer inicialment a través de les seves actuacions en la sèrie espanyola Aquí no hay quien viva en la qual interpretava un personatge polifacètic d'aspecte seriós i marcial, que es caracteritzava per la seva extraordinària rapidesa en la manera de parlar i els seus peculiars moviments amb les mans (en referència al llenguatge gestual empleat en combat pels marines).
Per a la mateixa productora, actua en la sisena temporada de la sèrie La que se avecina donant vida al personatge d'un reivindicatiu i vehement "indignat".
Posteriorment també ha va aconseguir notorietat al costat del còmic José Mota al seu programa La hora de José Mota de TVE (temporades 2009-2012), així com en els especials de Cap d'any de Pulp Fiction (2010) i Seven (2011). També a La noche de José Mota en el seu pas a Tele5 (temporada 2012-2013). Va tornar a participar amb Mota en la seva volta a Televisió Espanyola en 2014-2015 en el seu programa José Mota presenta....
A La hora de José Mota ha imitat a:
- Kevin Spacey / John Doe, el psicòpata de Seven en l'especial de cap d'any 2012.
- John Travolta / Vincent Vega, l'estrafolari i drogata assassí a sou de Pulp Fiction.
- Luis Tosar / Malamadre, el pres que lidera el motí en la paròdia que van fer de Celda 211.
- Christopher Lloyd/ Doc, l'estrambòtic científic de Retorn al futur.[4]
- Robert De Niro / Neil McCauley, en la paròdia que van fer de la mítica escena en la cafeteria entre Al Pacino i el mateix De Niro en la pel·lícula Heat.
- Charlton Heston / El Cid i Judà BenHur. Va imitar a l'èpic actor en les paròdies de dues de la seva pel·lícules més emblemàtiques.
- Jesús Hermida, el popular periodista de televisió a l'esquetx on retransmet "La llegada del hombre a fin de mes" (en clara referència a la seva famosa retransmissió de l'arribada de l'home a la lluna.
- José María Íñigo, en el sketch que revisionaba de manera còmica el programa que presentava el conegut periodista: Directisímo i la ja llegendària seqüència amb el mentalista Uri Geller.

## Filmografia
En el 2013, el director basc Álex de la Iglesia, l'incorpora, amb un paper destacat, al ventall de la guardonada pel·lícula Las brujas de Zugarramurdi (2013), que s'emporta 8 Goyas de l'Acadèmia i el Fotogramas de Plata a la millor pel·lícula, premi votat pel públic. A més la cinta es converteix en la pel·lícula espanyola més taquillera d'aquest any. En ella, Jaime Ordóñez, interpreta el paper de Manuel, un taxista aficionat al paranormal, que és segrestat per José (Hugo Silva) i Tony (Mario Casas), dos atracadors que fugen a França. Per aquest treball, el seu primer protagonista en cinema, l'actor va rebre molt bones crítiques.
Després va tornar a col·laborar amb el director bilbaí en la comèdia Mi gran noche (2015) on dona vida a un psicofan obsessionat amb l'ídol de la cançó Alphonso, interpretat per Raphael.
La història transcorre durant l'enregistrament d'un especial de cap d'any. Ordóñez també interpreta -amb la seva veu- el número musical que dona títol a la pel·lícula. La seva imitació d'Alphonso/Raphael cantant "Mi gran noche", va ser elegida per la revista Fotogramas com com el millor moment musical de l'any.
El 2017 es va estrenar El bar d'Álex de l'Església, on el director li confia el personatge del captaire alcohòlic, desequilibrat i devot de les cites bíbliques. Aquest personatge li va exigir una profunda transformació física. La pel·lícula va inaugurar el XX Festival de Màlaga, on se li va atorgar la Bisnaga de Plata al millor actor. I va tenir unes magnífiques crítiques pel seu treball d'actor. Per aquesta interpretació va ser nominat als Premis Feroz i als Premis ASECAN del cinema andalús.

### Cinema
- El bar d'Álex de la Iglesia (Pokeepsie films/Nadie es perfecto P.C./A3 Media). 2017
- Mi gran noche d'Álex de la Iglesia (Producciones Enrique Cerezo). 2015
- Las brujas de Zugarramurdi d'Álex de la Iglesia (Producciones Enrique Cerezo). 2013
- Niñ@s d'Alfredo Montero (Producciones Alfredo Montero). 2008
- Isi & Disi, alto voltaje de Miguel Ángel Lamata. (Iberoamericana Films). 2007
- Torrente 3: el protector de Santiago Segura (Amiguetes Enterteinment). 2006
- Reinas de Manuel Gómez Pereira (Warner producciones). 2005

### Teatre
A més de la seva tasca com a actor, Jaime Ordóñez exerceix també de productor executiu de les Actuacions Sacramentals que escomet en la seva terra natal, Màlaga. L'acte sacramental és un singular i emotiu gènere teatral declarat per la Unesco: patrimoni artístic i cultural d'Espanya. I es representa a l'interior d'una Església, gairebé sempre en la Quaresma de Setmana Santa.
- 'Auto del Resucitado' (Acte Sacramental. Iglesia de los Santos Mártires. Málaga. 2012). Director: Ricardo Pereira
- 'Auto de la Cruz' (Acte Sacramental. Iglesia de los Santos Mártires. Málaga. 2011). Director: Ricardo Pereira
- 'Auto de la Cruz' (Acte Sacramental. Colegiata de Santa María la Mayor. Antequera. 2010). Director: Ricardo Pereira
- 'Auto del Sepulcro Vacío" (Acto Sacramental. Colegiata de Santa María la Mayor. Antequera. 2009). Director: Ricardo Pereira
- 'Auto de la Pasión' (Acto Sacramental. Iglesia del Sagrado Corazón. Málaga 2008). Director: Ricardo Pereira
- 'Auto de la Cruz de Caravaca' (Acto Sacramental. Iglesia del Perpetuo Socorro. Madrid). Director: Ricardo Pereira
- Zona de choque (Comèdia amb tinys de melodrama. Teatro Muñoz Seca, Madrid. 2005/06/07). Director: Ricardo Pereira
- 'Auto de las barcas' (Acto Sacramental. Iglesia del Perpetuo Socorro. Madrid). Director: Ricardo Pereira
- La cena del rey Baltasar (Acto Sacramental. Iglesia del Perpetuo Socorro. Madrid). Director: Ricardo Pereira
- De sapos y princesas (Comèdia romàntica. Barcelona) Com a director.
- Cuando Harry encontró a Sally (Comèdia Musical. Teatro La Latina, Madrid). Director: Ricard Reguant
- 'Auto de las 4 estaciones' (Acto Sacramental. Iglesia de Madrid). Director: Ricardo Pereira

### Televisió
Ha intervingut en més de 35 sèries de ficció. Des de les més recents Malaka (TVE), 30 monedas (HBO), Sabuesos (TVE), La que se avecina (Tele5), Esposados, Las chicas de oro (TVE), Acusados (Tele5), Física o química (Antena 3 TV), Sin tetas no hay paraíso (Tele5), El síndrome de Ulises (Antena 3 TV), Aquí no hay quien viva (Antena 3 TV) o més antigues com Los Serrano, Mis adorables vecinos, Siete vidas, Hospital Central i Un paso adelante.
D'altra banda, ha col·laborat ininterrompudament amb l'humorista i actor José Mota a La hora de Jose Mota a les 4 temporades a TVE (2007-2011), així com a La noche de José Mota (2012-2013) an Telecinco, José Mota presenta... (2015) a TVE, a El acabose (2017) i, de nou, José Mota presenta... (2018). I a tots els seus especials de cap d'any per a Televisió Espanyola.

## Premis i nominacions
Premis Feroz
| Any  | Categoria                   | Pel·lícula | Resultat |
| ---- | --------------------------- | ---------- | -------- |
| 2017 | Millor actor de repartiment | El bar     | Nominat  |